# Prawo graniczne
Prawo graniczne w nauce jest to dowolna zależność spełniana tym lepiej im bliżej jednemu lub kilku jego parametrom jest do wartości granicznej.
Często spotykane wartości graniczne:
- stężenie substancji rozpuszczonej dążące do zera (dla roztworów)
- ułamek molowy lub ułamek wagowy rozpuszczalnika dążący do 1 (dla roztworów - odpowiada powyższemu)
- ciśnienie lub gęstość dążące do zera oraz objętość molowa dążąca do nieskończoności dla gazów.